# Die Mitte
Die Mitte (französisch Le Centre, italienisch il Centro, rätoromanisch il Center) ist eine zentristische politische Partei in der Schweiz, die per 1. Januar 2021 durch den Zusammenschluss der Christlichdemokratischen Volkspartei (CVP) und der Bürgerlich-Demokratischen Partei (BDP) entstand. Sie ist mit Martin Pfister im Bundesrat sowie mit 15 von 46 Sitzen im Ständerat und mit 29 von 200 Sitzen im Nationalrat vertreten.

## Vorläufer
Aus den ab 1840 gegründeten katholisch-konservativen Vereinen und Kantonalparteien hervorgegangen und 1912 als nationale Partei gegründet (Schweizerische Konservative Volkspartei), war die CVP im 19. und im frühen 20. Jahrhundert die politische Bewegung der konservativen Verlierer des Sonderbundskriegs von 1848 und die hauptsächliche Opposition zum Freisinn, der im Bundesstaat dominierte. In ihren katholischen Stammlanden (Zentralschweiz, Freiburg und Wallis) bestimmte sie die kantonale und die kommunale Politik weitgehend alleine. An ihren Namenswechseln (ab 1912 Konservative Volkspartei, 1957 Konservativ-Christlichsoziale Volkspartei, 1970 Christlichdemokratische Volkspartei) lässt sich ihre langsame, aber stetige Verschiebung vom rechten Rand ins Zentrum des politischen Spektrums ablesen, während links von ihr mit der Sozialdemokratie und den Grünen sowie rechts von ihr mit der Schweizerischen Volkspartei (SVP) neue mächtige Kräfte entstanden. Nachdem die Partei in den 1950er Jahren, vom konservativen Zeitgeist unterstützt, noch einmal eine Blütezeit erlebt hatte, erlitt sie seit den 1980er Jahren einen langsamen, aber stetigen Rückgang ihres nationalen Wähleranteils von rund 20 % auf 2019 noch 11 %. 2003 verlor sie deswegen einen der beiden Sitze im Bundesrat, die die «Zauberformel» der Schweizer Konkordanzdemokratie ihr zugebilligt hatte.
Die BDP ihrerseits entstand 2008 als gemässigte Abspaltung der SVP. Diese entstand 1971 aus der konservativen BGB und den moderaten Glarner und Bündner Demokraten. Nachdem die SVP zunächst einen gemässigten Mitte-rechts-Kurs verfolgt hatte, schlug sie seit den 1990er Jahren unter dem Einfluss des «Zürcher Flügels» um Christoph Blocher mit grossem Erfolg eine nationalkonservative und rechtspopulistische Richtung ein. Die sich daraus ergebenden Spannungen innerhalb der SVP, vor allem mit traditionell gemässigteren Parteisektionen wie Bern und Graubünden, führten 2007 zur Spaltung: Als statt des offiziellen SVP-Kandidaten Blocher die Bündnerin Eveline Widmer-Schlumpf zur Bundesrätin gewählt wurde und die Wahl auch annahm, schloss die SVP sie und ihre Kantonalpartei aus der SVP aus. Daraufhin gründeten Widmer-Schlumpf und führende gemässigte SVP-Politiker die BDP. Nach anfänglichen Erfolgen verlor die BDP in den folgenden Wahlperioden aber rasch an politischem Gewicht und war 2019 mit einem Wähleranteil von 2,5 % nur noch mit drei Mitgliedern im Nationalrat vertreten.
In den 2010er Jahren arbeiteten CVP und BDP aufgrund ihrer ähnlichen, zentristischen politischen Positionen auf nationaler Ebene immer enger zusammen. Nachdem erste Fusionsverhandlungen 2012 bis 2014 an beidseitigen Machtängsten gescheitert waren, erhielten sie nach dem für beide Parteien enttäuschenden Ausgang der Wahlen 2019 eine neue Aktualität: Der BDP drohte nach dem Verlust der Fraktionsstärke (unter 5 Mitglieder im Nationalrat) das Abgleiten in die Bedeutungslosigkeit. Die CVP ihrerseits suchte nach einem Weg, um den stetigen Wählerschwund aufzuhalten. Als dessen Grund machte sie ihre fehlende Verankerung in den protestantisch geprägten Kantonen aus (in denen die BDP teilweise deutlich stärker war) sowie das fehlende Interesse urbaner Wählerschichten an einer als christlich und katholisch wahrgenommenen Partei. Deshalb vereinbarten die beiden Parteien 2020 die Fusion zur neuen Partei «Die Mitte». Die Mitglieder der CVP stimmten im November 2020 in einer Urabstimmung mit 61 % Ja-Stimmen für die Namensänderung, die Delegiertenversammlung bestätigte den Entscheid anschliessend mit 85 % und genehmigte zudem mit 93 % die Fusion mit der BDP. Ebenfalls im November stimmten die BDP-Delegierten der Fusion zu – ohne Gegenstimme bei einer Enthaltung.

## Fusionsprozess
Ab dem 1. Januar 2021 startete die neue Partei «Die Mitte» mit der Festlegung der Schwerpunktthemen der Partei. Diese sollten sich an den wesentlichen Punkten der bisherigen Parteiprogramme von BDP und CVP orientieren. «Die Mitte» gibt sich das Ziel, mit ihrer Politik die Schweiz zusammenzuhalten, Kompromisse zu finden und Probleme zu lösen, statt sie zu bewirtschaften. Als zentrale Werte stehen Freiheit, Solidarität und Verantwortung im Zentrum der Parteipolitik. Auch sieht sich «Die Mitte» zwischen den linken und rechten Parteien, die aus ihrer Sicht immer weiter auseinanderdriften, und stellt sich gegen die fortschreitende Polarisierung des politischen Spektrums in der Schweiz. Im Frühling 2021 wurden die neuen Parteiorgane der fusionierten Partei durch die Versammlung gewählt. Der Präsident der BDP, Martin Landolt, hat kein Amt in der neuen Partei inne.
Der Zusammenschluss der CVP und BDP betraf zunächst nur die nationalen Parteien. Die Kantonalparteien setzten bis 2023 ihre Fusionen eigenständig um. Obwohl sich zunächst vereinzelte Sektionen gegen eine Namensänderung und die Übernahme des Logos entschieden, hatten sich bis Ende 2023 alle Kantonalsektionen der nationalen Partei angeglichen. 
Die CVP-Frauen Schweiz änderten ihren Namen bereits Anfang des Jahres 2022 zu Die Mitte Frauen. Die Junge CVP wurde per 2021 zu Die Junge Mitte.
Bei den eidgenössischen Wahlen 2023 konnte Die Mitte das erste Mal seit 40 Jahren substanziell zulegen und das Fusionsergebnis von 13,8 % aus den Wähleranteilen von CVP und BDP übertreffen. Dies gelang ihr als erste fusionierte Partei in der Geschichte der Schweiz. Die Mitte erreichte einen Wähleranteil von 14,1 %. Mit 29 Nationalratsmandaten stellt die Mitte die drittstärkste Fraktion im Nationalrat.

## Weitere Entwicklung
Am 6. Januar 2025 gab Gerhard Pfister bekannt, dass er im Juni sein Amt als Parteipräsident nach über neun Jahren abgeben werde. Zwei Tage später gab Generalsekretärin Gianna Luzio ihren Rücktritt zum gleichen Zeitpunkt bekannt. Am 15. Januar gab Bundesrätin Viola Amherd ihren Rücktritt per 31. März bekannt. Die Wahlen vom 12. März 2025 haben entschieden, das Martin Pfister das Amt von Viola Amherd übernehmen wird und somit der neue Bundesrat der Mitte. Für die Nachfolge Gerhard Pfisters wurde Philipp Matthias Bregy als einziger Bewerber nominiert. Am 26. Juni 2025 wurde Bregy als neuer Parteipräsident bestätigt.

## Politische Schwerpunkte
Gesundheit
Die Mitte fordert unter anderem:
- «Die Einführung einer Kostenbremse im Gesundheitswesen, damit die Gesundheitskosten nicht stärker steigen als die Löhne.»
- «Die überteuerten Tarife und Medikamentenpreise zu senken, damit Fehlanreize für unnötige Behandlungen wegfallen.»
- «Die rasche Umsetzung der vom Volk angenommenen Pflegeinitiative, damit die Arbeitsbedingungen für Pflegefachkräfte verbessert werden. Dies ermöglicht es ihnen, noch mehr Verantwortung zu übernehmen.»
- «Die Chancen der Digitalisierung im Gesundheitswesen konsequent zu nutzen, damit Doppelspurigkeiten in der Behandlung verhindert werden. Gleichzeitig sollen anonymisierte Daten vermehrt für die Forschung zur Verfügung stehen.»[22]

Sicherheits- und Aussenpolitik
Die Mitte fordert unter anderem:
- «Eine gute Beziehung zur EU auf Augenhöhe, damit die seit über zwei Jahrzehnten bewährte Form der Zusammenarbeit in die Zukunft geführt werden kann. Denn die EU ist unsere wichtigste Handelspartnerin, mit der wir auch zentrale gesellschaftliche Werte teilen.»
- «Die Anerkennung unserer direkten Demokratie durch die EU, damit wir gemeinsam unsere bilateralen Beziehungen sektoriell weiterentwickeln und mögliche soziale Herausforderungen auffangen können.»
- «Die Einhaltung der internationalen Regeln und der völkerrechtlichen Grundprinzipien, damit eine Weltordnung, die Frieden, Freiheit und Wohlstand garantiert, möglich bleibt.»

Service Public
Die Mitte fordert unter anderem:
- «Funktionierende, barrierefreie und sich ergänzende Verkehrssysteme, damit sich jede und jeder, auch in den Berg- und Randregionen, frei bewegen kann.»
- «Mehr Unterstützung von Innovation und Forschung für neue Mobilitätstechnologien, damit wir in Zukunft noch nachhaltiger unterwegs sein können.»
- «Echte Chancengerechtigkeit in der Bildung, damit alle Kinder gleiche Startbedingungen haben.»
- «Den Unterricht einer zweiten Landessprache, damit die Sprachenvielfalt in unserem Land bewahrt wird. Diese Vielfalt leistet einen wichtigen Beitrag zum Zusammenhalt der Schweiz.»
- «Ein duales Mediensystem, damit neben der SRG ein privates Medienangebot die regionale Informationsvielfalt gewährleistet.»

Umwelt
Die Mitte fordert unter anderem: 
- «Wir wollen den sparsamen Umgang mit den natürlichen Ressourcen fördern, um diese für die kommenden Generationen zu sichern.»
- «Investitionen in den Schutz der Biodiversität, um Auswirkungen auf das Klima zu reduzieren und Erholungsräume zu sichern.»
- «Einen sorgsamen Umgang mit der Kulturlandschaft, damit die wichtigste Basis für die heimische Landwirtschaft erhalten wird.»
- «Eine Förderung der Innovation und Digitalisierung in der Landwirtschaft, damit eine nachhaltige und effiziente Produktion möglich bleibt.»

Wirtschaft
Die Mitte fordert unter anderem:
- «Griffige Massnahmen gegen Lohndumping und Schwarzarbeit, damit jede und jeder von uns auf einen sicheren Arbeitsplatz mit fairen Arbeitsbedingungen zählen darf.»
- «Gleicher Lohn für gleiche Arbeit, damit die Lohngerechtigkeit zwischen Mann und Frau endlich garantiert wird.»
- «Die Anerkennung und Förderung von zukunftsfähigen Arbeitsmodellen, damit mehr Flexibilität am Arbeitsplatz möglich wird.»
- «Ein bedürfnisgerechtes Berufs- und Weiterbildungsangebot, damit alle Menschen ihre Fähigkeiten in den Arbeitsmarkt einbringen können.»

## Parteipräsidenten
Die folgenden Politiker waren Parteipräsidenten der Partei Die Mitte:
- Gerhard Pfister (2021–2025)

Vorgängerparteien:
- CVP: Gerhard Pfister (frühere siehe Parteipräsidenten)
- BDP: Martin Landolt

## Kantonalsektionen
| Kantonalsektion                                                                    | Präsidium                             | Resultate Nationalratswahlen 2023 | Mandate im Nationalrat                                | Mandate im Ständerat    | Mitglieder in Kantonsregierungen                             |
| ---------------------------------------------------------------------------------- | ------------------------------------- | --------------------------------- | ----------------------------------------------------- | ----------------------- | ------------------------------------------------------------ |
| Die Mitte Aargau                                                                   | Marianne Binder-Keller                | 12,0 %                            | Andreas Meier Maya Bally                              | Marianne Binder-Keller  | Markus Dieth                                                 |
| Die Mitte Appenzell Ausserrhoden                                                   | Claudia Frischknecht                  | 15,9 %                            | –                                                     | –                       | –                                                            |
| Die Mitte Appenzell Innerrhoden                                                    | Stefan Ledergerber                    | 86,7 %                            | Thomas Rechsteiner                                    | Daniel Fässler          | Monika Rüegg Bless Stefan Müller Ruedi Ulmann                |
| Die Mitte Basel-Landschaft                                                         | Silvio Armando Fareri                 | 10,6 %                            | Elisabeth Schneider-Schneiter                         | –                       | Anton Lauber                                                 |
| Die Mitte Basel-Stadt                                                              | Balz Herter                           | 5,8 %                             | –                                                     | –                       | Lukas Engelberger                                            |
| Die Mitte Kanton Bern / Le Centre Canton de Berne                                  | Jan Gnägi                             | 8,1 %                             | Lorenz Hess Reto Nause                                | –                       | Astrid Bärtschi                                              |
| Le Centre Fribourg / Die Mitte Freiburg (Die Mitte Sense / Le Centre Sense)        | Damiano Lepori                        | 19,9 %                            | Marie-France Roth Pasquier Christine Bulliard-Marbach | Isabelle Chassot        | Olivier Curty Jean-Pierre Siggen                             |
| Le Centre Genève                                                                   | Jacques Blondin                       | 8,2 %                             | Vincent Maitre                                        | –                       | Serge Dal Busco                                              |
| Die Mitte Glarnerland                                                              | Ruedi Tschudi                         | 31,32 %                           |                                                       | –                       | Kaspar Becker                                                |
| Die Mitte Graubünden / Allianza dal Center Grischun / Alleanza del Centro Grigioni | Kevin Brunold Aita Zanetti            | 23,9 %                            | Martin Candinas                                       | Stefan Engler           | Marcus Caduff Mario Cavigelli Jon Domenic Parolini           |
| Le Centre Jura                                                                     | Pascal Eschmann                       | 26,5 %                            | _                                                     | Charles Juillard        | Martial Courtet                                              |
| Die Mitte Kanton Luzern                                                            | Karin Stadelmann                      | 27,9 %                            | Priska Wismer-Felder Pius Kaufmann Leo Müller         | Andrea Gmür             | Guido Graf Reto Wyss                                         |
| Le Centre Neuchâtel                                                                | Vincent Pahud Nathalie Schallenberger | 2,6 %                             | –                                                     | –                       | –                                                            |
| Die Mitte Nidwalden                                                                | Mario Röthlisberger                   | 45,3 %                            | Regina Durrer                                         | –                       | Othmar Filliger Karin Kayser-Frutschi Therese Rotzer-Mathyer |
| Die Mitte Obwalden                                                                 | Bruno von Rotz                        | _                                 | –                                                     | Erich Ettlin            | Christoph Amstad Cornelia Kaufmann-Hurschler                 |
| Die Mitte Kanton Schaffhausen                                                      | Nathalie Zumstein                     | 2,6 %                             | –                                                     | –                       | –                                                            |
| Die Mitte Schwyz                                                                   | Bruno Beeler                          | 17,6 %                            | Dominik Blunschy                                      | _                       | Sandro Patierno Michael Stähli                               |
| Die Mitte Kanton Solothurn                                                         | Patrick Friker                        | 17,9 %                            | Stefan Müller-Altermatt                               | Pirmin Bischof          | Sandra Kolly-Altermatt                                       |
| Die Mitte Kanton St. Gallen                                                        | Patrick Dürr                          | 18,8 %                            | Nicolò Paganini Markus Ritter                         | Benedikt Würth          | Bruno Damann Susanne Hartmann                                |
| Il Centro Ticino                                                                   | Fiorenzo Dadò                         | 17,7 %                            | Giorgio Fonio                                         | Fabio Regazzi           | Raffaele De Rosa                                             |
| Die Mitte Thurgau                                                                  | Paul Rutishauser                      | 15,3 %                            | Christian Lohr                                        | Brigitte Häberli-Koller | Dominik Diezi                                                |
| Die Mitte Uri                                                                      | Flavio Gisler                         | 62,4 %                            | Simon Stadler                                         | Heidi Z’graggen         | Urban Camenzind Daniel Furrer Beat Jörg                      |
| Le Centre Vaud                                                                     | Valérie Dittli                        | 4,5 %                             | Isabelle Chappuis                                     | –                       | Valérie Dittli                                               |
| Le Centre Valais romand                                                            | Joachim Rausis                        | 18,2 %                            | Sidney Kamerzin Benjamin Roduit                       | Marianne Maret          | Christophe Darbellay                                         |
| Die Mitte Oberwallis                                                               | Franziska Biner                       | 12,2 %                            | Philipp Matthias Bregy                                | Beat Rieder             | –                                                            |
| Neo – Die sozialliberale Mitte Oberwallis                                          | Konstantin Bumann                     | 5,0 %                             | –                                                     | –                       | Roberto Schmidt                                              |
| Die Mitte Kanton Zug                                                               | Peter Rust                            | 24,9 %                            | Gerhard Pfister                                       | Peter Hegglin           | Laura Dittli Martin Pfister Silvia Thalmann-Gut              |
| Die Mitte Kanton Zürich                                                            | Nicole Barandun Thomas Hürlimann      | 8,1 %                             | Philipp Kutter Nicole Barandun Yvonne Bürgin          | –                       | Silvia Steiner                                               |

## Wahlergebnisse
| Jahr | National- rat | Kantonsparlamente | Kantonsparlamente | Kantonsparlamente | Kantonsparlamente | Kantonsparlamente | Kantonsparlamente | Kantonsparlamente | Kantonsparlamente | Kantonsparlamente | Kantonsparlamente | Kantonsparlamente | Kantonsparlamente | Kantonsparlamente | Kantonsparlamente | Kantonsparlamente | Kantonsparlamente | Kantonsparlamente | Kantonsparlamente | Kantonsparlamente | Kantonsparlamente | Kantonsparlamente | Kantonsparlamente | Kantonsparlamente | Kantonsparlamente | Kantonsparlamente | Kantonsparlamente |
| Jahr | National- rat | ZH                | BE                | LU                | UR                | SZ                | OW                | NW                | GL                | ZG                | FR                | SO                | BS                | BL                | SH                | AR                | AI                | SG                | GR                | AG                | TG                | TI                | VD                | VS                | NE                | GE                | JU                |
| --- | ------------- | ----------------- | ----------------- | ----------------- | ----------------- | ----------------- | ----------------- | ----------------- | ----------------- | ----------------- | ----------------- | ----------------- | ----------------- | ----------------- | ----------------- | ----------------- | ----------------- | ----------------- | ----------------- | ----------------- | ----------------- | ----------------- | ----------------- | ----------------- | ----------------- | ----------------- | ----------------- |
| 2021 |               |                   |                   |                   |                   |                   |                   |                   |                   |                   | 22,1              | 17,6              |                   |                   |                   |                   |                   |                   |                   |                   |                   |                   |                   | 38,2              | 4,0               |                   |                   |
| 2022 |               |                   | 7,4               |                   |                   |                   | 28,1              | 25,9              | 17,6              | 24,0              |                   |                   |                   |                   |                   |                   |                   |                   | 28,0              |                   |                   |                   | 2,0               |                   |                   |                   |                   |
| 2023 | 14,1          | 6,0               |                   | 27,5              |                   |                   |                   |                   |                   |                   |                   |                   |                   | 10,9              |                   | 4,0               | *                 |                   |                   |                   |                   | 17,5              |                   |                   |                   | 7,9               |                   |
| 2024 |               |                   |                   |                   | 31,3              | 23,0              |                   |                   |                   |                   |                   |                   | 6,7               |                   | 3,7               |                   |                   | 21,9              |                   | 12,9              | 15,2              |                   |                   |                   |                   |                   |                   |
| 2025 |               |                   |                   |                   |                   |                   |                   |                   |                   |                   |                   | …                 |                   |                   |                   |                   |                   |                   |                   |                   |                   |                   |                   | …                 | …                 |                   | …                 |
| Legende: * – Landsgemeinde oder Majorzwahlen/Gemeindeversammlungen in mehreren/allen Wahlkreisen; … – zuk. Wahlen im laufenden Jahr; kursiv – Einzug in das Parlament verpasst; Wahlergebnisse in Prozent; Quelle: |               |                   |                   |                   |                   |                   |                   |                   |                   |                   |                   |                   |                   |                   |                   |                   |                   |                   |                   |                   |                   |                   |                   |                   |                   |                   |                   |